# 711년

## 연호
- 당(唐) 경운(景雲) 2년
- 일본(日本) 와도(和銅) 4년
- 발해(渤海) 천통(天統) 14년

## 기년
- 당(唐) 예종(睿宗) 복위 2년
- 신라(新羅) 성덕왕(聖德王) 10년
- 발해(渤海) 고왕(高王) 14년

## 사건
- 이베리아반도의 서고트 왕국이 멸망하다.

## 사망
- 11월 4일 - 동로마 제국의 황제 유스티니아누스 2세